# Woodsia alpina
Woodsia alpina is een kleine rotsvaren uit de familie Woodsiaceae. Zoals zijn naam al aanduidt, komt hij meestal voor in bergachtige gebieden zoals de Alpen.

## Naamgeving en etymologie
- Synoniemen: Arostichum alpinum Bolton, Woodsia ilvensis subsp. alpina (Bolton) Asch.
- Deens: Fjeld-Frynsebregne
- Duits: Alpen-Wimperfarn, Südlicher Wimperfarn
- Engels: Gray Northern Woodsia, Northern Woodsia, Alpine Woodsia, Alpine Cliff Fern
- Fins: Tunturikiviyrtti
- Frans: Woodsia méridional, Woodsia d'Elbe
- IJslands: Fjallaliðfætla
- Nederlands: Alpenwimpervaren, Bergwimpervaren, Alpenwoodsia
- Noors: Fjell-lodnebregne
- Zweeds: Fjällhällebräken, Kortskaftad Hällebräken

Het geslacht Woodsia werd vernoemd naar de Britse botanicus Joseph Woods (1776-1864). De soortaanduiding alpina betekent alpijns, van de Alpen.

## Kenmerken
Woodsia alpina is een overblijvende, kruidachtige plant met een vlakke tot schuin opgerichte, open bundel van kleine blaadjes. De diameter is maximaal 20–25 cm. De lichtgroene blaadjes zijn 5–15 cm lang, langwerpig ovaal, en driemaal geveerd. Langs weerszijden van de bladspil staan verspreid tot 15 kleine, ovale tot driehoekige tere blaadjes die naar de voet en naar de top toe kleiner en smaller worden. De blaadjes zijn kort gesteeld. Het oppervlak is gecreneleerd. De steel is kort, teer en weinig geschubd. Bij volwassen planten wordt hij bruin tot purper.
De sporenhoopjes zijn klein en rond liggen langs de rand van de bladslippen. De sporen zijn rijp van juli tot augustus.

## Habitat & verspreiding
Woodsia alpina prefereert rotsige, kalkrijke plaatsen in volle zon of halfschaduw, zoals kalkrotsen, kliffen en rotsachtige hellingen.
Het varentje komt wereldwijd voor in koude en gematigde streken van het noordelijk halfrond, bij voorkeur in bergachtige streken. In Europa komt de soort vooral voor in de kalkrijke voorgebergtes van de Alpen en de Pyreneeën, zoals de Jura en de Vercors, waar de soort vrij zeldzaam tot zeldzaam is. In Noord-Amerika komt de soort ook voor op rotskliffen buiten gebergtes.

## Verwante en gelijkende soorten
Woodsia alpina heeft nog enkele nauwe verwanten met een vergelijkbare habitatkeuze. Woodsia ilvensis is een rotsvarentje van silicaatgesteente dat ook in de Alpen voorkomt, maar veel meer geschubd en behaard is en meer bladslipjes heeft.
Verder is dit varentje door zijn grootte en bladvorm met geen enkel ander te verwarren.

## Zeldzaamheid en bescherming
- Verenigde Staten: bedreigde soort.[1]
- Verenigd Koninkrijk: kwetsbaar (bijna bedreigd)[2]

... · 
W. alpina · 
W. glabella · 
W. ilvensis (Roestbruine wimpervaren) · 
...